# Бой у Кап-Бретон
Бой у Кап-Бретон (англ. Battle off Spanish River, Battle off Cape Breton, фр. Combat naval en vue de Louisbourg) — нападение двух французских фрегатов на английский конвой из 13 судов в охранении фрегата и 4 вооружённых кораблей во время Американской революционной войны, у поселения Спаниш-ривер на острове Кап-Бретон, (современный Сидней, Новая Шотландия). Французскими фрегатами командовали впоследствии знаменитые Латуш-Тревиль и Лаперуз. Теоретически британцы превосходили их в численности, и все же французы одержали победу.

## Исторический фон
Франко-американский союз против Великобритании, в начале войны неформальный и тайный, после Саратоги был подтвержден официально, а 1778 году Франция открыто вступила в войну. С этого момента её флот в американских водах, пользуясь численным превосходством, стремился завоевать господство, а лёгкие силы — фрегаты и корветы — вели крейсерскую войну, главным образом против конвоев снабжения.

## Столкновение
Два французских фрегата: Astrée (38), капитан Лаперуз, и Hermione (34), капитан Латуш-Тревиль, крейсируя у острова Кап-Бретон, 21 июля 1781 года обнаружили несколько парусов. Предположив что это конвой, они начали сближение.
Британский конвой направлялся в Спаниш-ривер на острове Кап-Бретон, принять уголь для Галифакса. Он состоял из 18 кораблей и судов, в том числе 9 угольщиков и 4 транспортов снабжения, в сопровождении фрегата HMS Charleston (28), двух шлюпов HMS Allegiance (24) и HMS Vulture (20), плюс вооружённый транспорт Vernon (14), и ещё один небольшой вооружённый корабль Jack (14).
После длительной погони французы поравнялись с конвоем. Британское охранение выстроило линию, с Charleston в центре, между противником и транспортами, и между 7 и 8 часами вечера открыло огонь. Французские фрегаты контркурсом подошли и встали против Charleston, уделив главное внимание ему.
Сильный огонь французов скоро произвел своё действие. Они сильно повредили Charleston, который потерял грот-мачту и бо́льшую часть своей команды, включая капитана Эванса (англ. Henry Francis Evans). Французы также существенно повредили Jack, вероятно слабый корпусом, который также потерял своего капитана и спустил флаг. Французы утверждали, что Charleston тоже сдался, но затем ускользнул, пользуясь темнотой. Точно так же ушли Allegiance, Vulture и Vernon. Astrée была слишком повреждена, чтобы их преследовать. Бой закончился с наступлением ночи. Капитан британского Vulture Джордж (англ. Rupert George) принял командование после убитого Эванса и привел повреждённый конвой в порт. Шесть французов и 17 британцев были убиты в бою.
Хотя британские корабли охранения были серьёзно повреждены, конвой взял груз угля в Спаниш-ривер и доставил его в Галифакс. Французы захватили два британских корабля, Jack и Thorn, а также три торговых судна, и привели в Бостон (на следующий год Jack был отбит англичанами у Галифакса).

## Последствия
Бой был типичен для второй половины Американской революционной войны. Хотя французы на бумаге имели меньше пушек, чем британцы, их качественное превосходство выражается максимой «один сильный стоит многих слабых». Пока они сосредоточивали огонь на Charleston, остальные корабли охранения в теории могли его поддержать но, как и во многих боях до и после, этого не произошло. Характерно, что ситуация зеркально повторилась в бою 12 декабря следующего года, когда 44-пушечный HMS Mediator взял подряд 3 более слабых французских и американских корабля.
Крупные, тяжелее вооружённые французские фрегаты были классом выше 28-пушечного британского и тем более вооружённых торговых кораблей в ранге шлюпов. В противоположность предыдущей войне, французы знали, что конвою вряд ли кто-то придет на помощь — флота Бурбонов имели больше кораблей и фрегатов, и потому уверенно вступали в бои, когда шансы были в их пользу. Если бы не принятые Британией к концу войны меры, французы совсем подавили бы небольших противников.
Но несмотря на явную тактическую победу французов, конвой выполнил свою задачу. Нарушить британскую коммуникацию французы не смогли, других последствий бой не имел.

## Память
Бой запечатлел Огюст-Луи де Россель де Серси в картине, находящейся в Национальном морском музее в Рошфоре (несмотря на название картины: Bataille navale à la hauteur de Louisbourg бой произошёл ближе к Спаниш-ривер, чем к Луисбургу, хотя и примерно в той же долготе.) Кроме того, его по обычаю изобразили в гравюрах для публичной продажи.
Два французских командира приобрели известность, когда Латуш-Тревиль стал адмиралом во время Наполеоновских войн, а Лаперуз стал знаменитым исследователем. В честь обоих назывались корабли французского флота, а имя Лаперуза носит дальневосточный пролив. Один из фрегатов, Hermione, ранее доставил в Соединенные Штаты маркиза де Лафайетта. Реплика Hermione с 1997 года строится в исторических доках Рошфора.

## Силы сторон
| Британская эскадра | Британская эскадра      | Британская эскадра | Британская эскадра | Британская эскадра | Французская эскадра | Французская эскадра      | Французская эскадра | Французская эскадра |
| Корабль (пушек)    | Командир                | Потери             | Потери             | Примечание         | Корабль (пушек)     | Командир                 | Потери              | Потери              |
| Корабль (пушек)    | Командир                | Убито              | Ранено             | Примечание         | Корабль (пушек)     | Командир                 | Убито               | Ранено              |
| ------------------ | ----------------------- | ------------------ | ------------------ | ------------------ | ------------------- | ------------------------ | ------------------- | ------------------- |
| Charleston (28/34) | капитан Генри Эванс †   | 8                  | 29                 |                    | Astrée (38)         | капитан де Лаперуз       | 6                   | 15 (?)              |
| Allegiance (24)    | коммандер Дэвид Фипс    | 1                  | 5                  |                    | Hermione (34)       | капитан де Латуш-Тревиль | 6                   | 15 (?)              |
| Vulture (24)       | коммандер Руперт Джордж | 1                  | 2                  |                    |                     |                          |                     |                     |
| Vernon (14/24)     |                         | 7                  | 6                  |                    |                     |                          |                     |                     |
| Jack (14)          |                         | ?                  | ?                  | Захвачен           |                     |                          |                     |                     |